# Саймон Сонкін
Саймон Сонкін (англ. Simon Sonkin; 3 квітня 1901 — 29 серпня 1965) — американський фізик, професор.
Саймон Сонкін народився в Нью-Йорку 3 квітня 1901, здобув освіту в Нью-Йорку і провів більшу частину свого професійного життя там як член Фізичного факультету в Міському коледжі Нью-Йорку, де він зробив свою дипломну роботу.
Здобув ступінь доктора філософії в 1933 році в Колумбійському університеті.
З 1938 по 1941 він був головою фізичного факультету CCNY, викладав фізику з 1918 по 1953 — доцент, доцент професор, професор. За ці роки він відіграв значну роль у розвитку першого високої потужності клістрона, який мав важливе значення в розвитку великих лінійних прискорювачів у Стенфорді. Детальні технічні вклади, зроблені ним у науково-дослідній діяльності в Стенфорді, відображаються в багатьох роботах, опублікованих у фахових журналах. З 1 вересня 1963, через погане здоров'я, він став почесним професором. Незважаючи на хворобу, він продовжував свою діяльність в мікрохвильовій лабораторії. Працював у Лабораторії аж до своєї смерті 29 серпня 1965.
Доктор Саймон Сонкін був членом Фі Бета Каппа; Sigma Xi; Американського фізичного товариства; Інституту інженерів по радіозв'язку; і Американської асоціації вчителів фізики.